# Buteljering

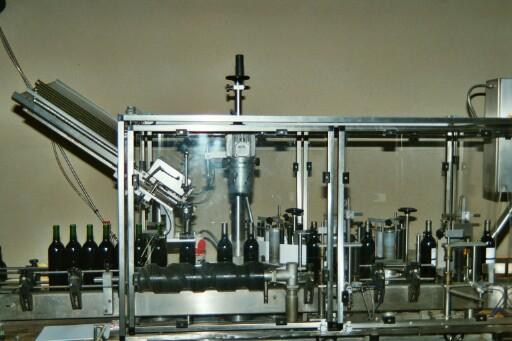
Buteljeringsanläggning för vin

Buteljering är överföring av en vätska, oftast en dryck, till en flaska för förvaring. Detta utförs ofta på band av industriella maskiner.
I vinindustrin innebär detta ofta att man tar vin från en tank och överför till en maskin som fyller flaskor, vilka sedan korkas igen, får etiketter, och packas i lådor eller kartonger.